# Петроро, Мариса
Мари́са Петро́ро (англ. Marisa Petroro; 11 февраля 1972, Элизабет, Нью-Джерси, США) — американская актриса

 и фотомодель.

## Биография и карьера
Мариса родилась в Элизабет, штат Нью-Джерси. Когда ей было 4 года, Мариса впервые начала выступать в конкурсах красоты. В возрасте восьми лет уроженка Нью-Джерси начала ездить в Нью-Йорк, чтобы обучаться в студии HB.
В 19-летнем возрасте Петроро был поставлен диагноз рабдомиосаркома, редкая форма педиатрической онкологии, которую она смогла победить.
В 1997 году Петроро отправилась через всю страну в Голливуд, чтобы продолжить свою актёрскую карьеру. У Марисы были гостевые роли в телесериалах «Отчаянные домохозяйки» и «Декстер».
В 2006 году она была включена в список 100 самых красивых людей журнала People.

## Избранная фильмография
| Год       |   | Русское название           | Оригинальное название         | Роль                        |
| --------- | - | -------------------------- | ----------------------------- | --------------------------- |
| 1979      | ф | Крамер против Крамера      | Kramer vs. Kramer             | Посетительница музея        |
| 1997      | с | Нед и Стейси               | Ned and Stacey                | Красивая женщина            |
| 1997      | ф | Контакт                    | Contact                       | Секретарша в Овальном офисе |
| 1997—2000 | с | Притворщик                 | The Pretender                 | Эмили                       |
| 2001      | ф | Мартовские коты            | Tomcats                       | Мария                       |
| 2002      | ф | Тыковка                    | Pumpkin                       | Кортни Бёрк                 |
| 2002      | ф | Большой толстый лжец       | Big Fat Liar                  | Репортёр                    |
| 2002      | с | Молодые и дерзкие          | The Young & the Restless      | Кэрри Паркер                |
| 2005      | с | Как сказал Джим            | According to Jim              | Красивая женщина            |
| 2005      | с | Лас-Вегас                  | Las Vegas                     | Бобби Хартман               |
| 2006      | с | Клиника                    | Scrubs                        | Женщина из пещеры           |
| 2007      | ф | Все хотят быть итальянцами | Everybody Wants to Be Italian | Изабелла Бисклари           |
| 2008      | с | Правила совместной жизни   | Rules of Engagement           | Кристал                     |
| 2008      | с | Отчаянные домохозяйки      | Desperate Housewives          | итальянский секретарь       |
| 2009      | с | Декстер                    | Dexter                        | Кейт                        |
| 2010      | с | Под прикрытием             | Undercovers                   | Переводчица с итальянского  |
| 2010      | с | Дни нашей жизни            | Days of Our Lives             | Сабрина                     |
| 2011      | с | В ударе                    | Kickin' It                    | Инструктор                  |
| 2011      | с | Компаньоны                 | Franklin & Bash               | Симон Уинтерс               |
| 2012      | с | Контакт                    | Touch                         | Иполита                     |
| 2012      | с | До смерти красива          | Drop Dead Diva                | Эмбер Рейнс                 |
| 2013      | с | Революция                  | Revolution                    | Жительница                  |